# Tierra Colorada, Santiago Apoala
Tierra Colorada är en ort i Mexiko.   Den ligger i kommunen Santiago Apoala och delstaten Oaxaca, i den sydöstra delen av landet, 290 km sydost om huvudstaden Mexico City. Tierra Colorada ligger 2 321 meter över havet och antalet invånare är 114.
Terrängen runt Tierra Colorada är varierad. Runt Tierra Colorada är det glesbefolkat, med 20 invånare per kvadratkilometer. Närmaste större samhälle är Asunción Nochixtlán, 19,2 km sydväst om Tierra Colorada. Trakten runt Tierra Colorada består i huvudsak av gräsmarker.